# Пенозе
Организованная преступность в Нидерландах, иногда называемая пенозе (по-голландски: penoze), — организованные преступные группировки в Амстердаме и других крупных городах. Под словом «пенозе» обычно подразумеваются преступные организации, созданные гангстерами голландского происхождения. «Пенозе» — жаргонное слово, происходящее из старого языка амстердамских баргоэнов.

## Возникновение
Организованная преступность в Нидерландах восходит к 18 веку, когда организованные группы воров , сутенёров и теневых коммивояжёров создали для общения друг с другом язык наречия под названием «Bargoens». Слово «Пенонце» происходит от еврейского слова «парнаса», означающего средства к существованию. До сих пор слово «penoze» (происходящее от Bargoens) до сих пор используется некоторыми людьми для описания голландского преступного мира, котором управляют боссы организованной преступности. Слово в основном используется в Амстердаме, но также распространено на другие крупные города Нидерландов, такие как Гаага, Роттердам или Эйндховен. Хотя термин «Penose» использовался и до сих пор используется для описания этнических голландских криминальных авторитетов, он применяется в более широком контексте.

## Деятельность
Нидерланды являются крупнейшим экспортером экстази в мире, в то время как голландские ОПГ являются крупным экспортером кокаина, каннабиса и в меньшей степени экспортируют героин. В наркобизнесе они тесно сотрудничают с британскими преступными группировками и колумбийскими картелями для ввоза и вывоза экстази и кокаина, также время они сотрудничают с марокканскими наркобаронами в риффийских районах и с базирующимися в Пакистане пуштунскими наркобаронами для ввоза гашиша.
Голландские гангстеры действуют на испанских побережьях Коста-Брава, Коста-Бланка и Коста-дель-Соль, а также на островах Ибица и Майорка. Голландские эмигранты-преступники в стране участвуют в незаконном обороте наркотиков, используя положение Испании в качестве района поступления  колумбийского кокаина для последующей контрабанды наркотиков в Нидерланды и в некоторых случаях сотрудничая с британскими ОПГ. Кроме того, голландские преступники занимаются инвестициями в недвижимость и законные предприятия, такие как отели и клубы, что дает им возможности для отмывания денег. Полицейские операции против банд мотоциклистов в Нидерландах привели к увеличению активности голландских криминальных байкеров на Коста-дель-Соль, Также в этом районе были активны голландские марокканские банды наркоторговцев.
Скрывающиеся от преследования голландские гангстеры перебирались в Таиланде и также были замешаны в отмывании денег в стране.

## Ситуация в Нидерландах
Примерно с 2005 года увеличилось число иностранных организованных преступных групп, совершающих преступления в Нидерландах. Так, 19 мая 2021 года вооружённое ограбление автомобиля закончилось масштабной полицейской погоней по Амстердаму. В итоге один подозреваемый погиб, ещё двое были ранены, семеро подозреваемых арестованы, а два автомобиля сгорели.
Пенозе относится к организованным преступных групп, связанных с самой страной Нидерландов . Благодаря иммиграции, в Нидерландах присутствуют значительные турецкие, китайские, югославские , русские, албанские и итальянские общины. Криминальные группировки, такие как турецкая мафия , триады, сербская мафия, русская мафия , албанская мафия и Ндрангета, не считаются частью традиционной Пенозе (хотя они, тем не менее, являются активной частью преступного мира Нидерландов). При этом суринамские, антильские, марокканские и амбонские группы считаются частью Пенозе по причине того, что эти преступные группы были сформированы и базировались в Нидерландах, тогда как турецкие или сербские банды являются частью преступной группы, базирующейся в их родной стране.
Местная организованная преступность, базирующаяся в некоторых крупных городах Нидерландов (в первую очередь в Амстердаме и Гааге), в основном берёт свое начало в традиционных рабочих кварталах. Эти небольшие группы в основном состоят из местных профессиональных преступников, которые объединяются для участия в организованной преступной деятельности, такой как вымогательство, торговля наркотиками, сутенёрство и ростовщичество. Часто эти местные преступные группировки тесно связаны с запрещенными бандами мотоциклистов, такими как « Ангелы ада», а в некоторых случаях даже состоят в них.
Местные организованные преступные группировки другого типа в основном базируется во фламандских регионах, граничащих с Нидерландами, главным образом в провинциях Лимбург и Антверпе. Известно, что этот регион является одним из важнейших районов производства синтетических наркотиков, таких как экстази . В районе базируются организованные преступные группировки, занимающиеся производством, транспортировкой и распространением синтетических наркотиков и марихуаны, а также импортом гашиша и кокаина. Эти группировки контролируются как местными фламандскими, так и голландскими криминальными предпринимателями.

### Марроканские преступные группировки
В среде значительной марокканской общины Нидерландов появились преступные группировки, в основном занимающиеся торговлей марихуаной. Это связано со связями некоторых семей с районом их происхождения — Рифом — который является известным центром выращивания марихуаны и гашиша. Некоторые гангстеры также занимались торговлей кокаином. В сферу деятельности марроканских банд входят вооружённые грабежи и сутенёрство.

### Моллукские преступные группировки
Слово «кеджахатан» в переводе с индонезийского означает «совершение преступления», и с тех пор стало синонимом молуккской организованной преступности. Из-за того, что в Нидерландах проживает большая молукканская амбонская община, там также действуют группы кеджахатана. Голландские амбонские гангстеры занимаются в первую очередь выращиванием и незаконным распространением марихуаны, а также торговлей наркотиками, вымогательством, вооруженными ограблениями  и похищениями людей. Предполагаемой преступной группировкой амбонского происхождения является известный мотоклуб Satudarah. Амбонские гангстеры также сотрудничают с другими преступным и группами. Инциденты с так называемыми «татуированными убийцами» (молукканско-амбонской бандой), специализирующейся на заказных убийствах, были главными новостями в криминальном мире Нидерландов в последние годы.

### Афро-голландские преступные группировки
В крупных городах Нидерландов существуют преступные группировки, состоящие из потомков афро-суринамских и афро-кюрасаанских иммигрантов. Некоторые из этих групп занимаются совершениме  мелких преступлений, другие афро-голландские преступные группировки торгоют кокаином. И Суринам, и Нидерландские Антильские острова являются известными транзитными зонами для наркотрафика из Колумбии. По этой причине базирующиеся в Нидерландах криминальные группировки Кюрасао и Суринама заключили союзы с колумбийскими наркокартелями и совершали для них заказные убийства. Также эти группы занимаются сутенёрством, угонами автомобилей и рип-сделками.
Время от времени в стране возникали бандитские войны за территорию. Например, амстердамский район Бийлмермеер был зоной конфликта между двумя его крупнейшими бандами — «Парнями хопи» и
«Клоекхорстстраат». Помимо этих нидерландских групп, банды, возникшие в Карибском бассейне, также смогли осоздать свои филиалы в Нидерландах. Например, банда No Limit Soldiers, зародившаяся на Кюрасао, теперь имеет филиалы в таких городах, как Роттердам. 

### Crips
Нидерланды — единственная страна в Европе, где афроамериканская банда Crips имеют значительное присутствие. В крупных городах — Амстердаме, Гааге и Роттердаме и  Crip-банды были сформированы в 1980-х годах. В Нидерландах много отдельных групп Crips, но только двенадцать из них считаются серьезной преступной организацией. Эти двенадцать преступных группировок в основном состоят из подростков старшего возраста (в отличие от большинства уличных банд, состоящих из молодёжи), которые занимаются наркоторговлей, торговлей оружием, сутенёрством, совершением заказных убийства и вымогательством. Группы в основном состоят из голландских антильцев (в основном афро-курасао  и афро-суринамцев.